# Балбачан, Яков Иванович
Яков Иванович Балбача́н (1907—1971) — советский государственный и хозяйственный деятель.

## Биография
Родился в 1907 году в Екатеринодаре (ныне Краснодар). Член ВКП(б).
С 1921 года — на хозяйственной, общественной и политической работе. В 1921—1971 годах — рабочий, десятник, горный инженер, главный инженер шахты в Артёме, главный инженер треста «Мособлшахтстрой», начальник техотдела Наркомата ТП СССР, заместитель главного инженера «Воркутастрой», «Главшахтострой», начальник технического управления Министерства угольной промышленности СССР, заведующий кафедрой шахтного строительства Академии угольной промышленности СССР, заместитель Министра угольной промышленности СССР, председатель Государственного научно-технического комитета Совмина Казахской ССР, заведующий лабораторией новых материалов Института горного дела имени Скочинского.
Умер в 1971 году. Похороненв Москве на Введенском кладбище (участок № 29).

## Признание
- Сталинская премия третьей степени (1949) — за разработку и внедрение нового метода глубокого осушения водообильных угольных месторождений
- Сталинская премия третьей степени (1950) — за создание и внедрение погрузочной машины при проходке вертикальных шахтных стволов